# Диттинген
Диттинген (нем. Dittingen) — коммуна в Швейцарии, в кантоне Базель-Ланд.
Входит в состав округа Лауфен. Население составляет 706 человек (на 31 марта 2008 года). Официальный код — 2784.

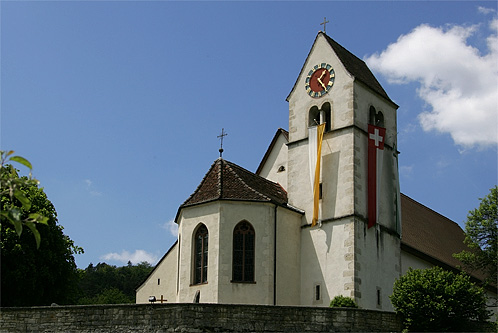
Церковь